# Бондаренко, Виктор Александрович
Виктор Александрович Бондаренко (22 апреля 1950, Харьков) — российский предприниматель, коллекционер искусства.

## Биография
После окончания общеобразовательной средней школы поступил в Харьковское гвардейское высшее танковое командное училище (ХГВТКУ), Курсант Харьковского гвардейского высшего танкового командного училища, но на 2-м курсе покинул его по состоянию здоровья (комиссовался).
В конце 1969 года перебирается в Москву, где занимается коммерческой деятельностью. Покупал и продавал произведения искусства: ювелирные изделия, живопись, иконы.
В 1978 году эмигрировал в Израиль, а оттуда в Соединённые Штаты Америки.
Прослушал несколько курсов в Нью-Йоркском университете (The State University of New York), а также ряде других вузов. Получив соответствующие лицензии, работал агентом по недвижимости, агентом по страхованию. С 1985-го по 1988-й занимал должность менеджера по продажам в крупнейшей страховой компании США Prudential.

## Бизнес
В 1988 году основал собственную компанию в США Zigzag Venture Group, которая занималась издательской деятельностью, импортно-экспортными операциями. Возвратился в Советский Союз. Одним из первых предприятий компании Zigzag (совместно с Интуристом) стало появление в Москве первых лимузинов.
В 1990 году В. А. Бондаренко создал одно из первых российско-американских совместных предприятий «Совьет-Америкэн Джойнт Адвертайзинг Компани», позднее переименованное в «Паспорт интернейшнл ЛТД» и занимавшееся издательской деятельностью. Возглавляемый В. А. Бондаренко «Паспорт интернейшнл ЛТД» выпускает журналы «Паспорт в СССР» (позднее «Паспорт в новый мир», «Passport to the New World»), «Материнство», «Вестник Российской ассоциации акушеров-гинеколов», «Детский доктор: Вестник Союза педиатров России», «Автошоп», «Стас». В. А. Бондаренко активно включается в работу Американо-советского торгово-экономического совета, привлекая американских предпринимателей к сотрудничеству с СССР.
В 1992—1993 гг. В. А. Бондаренко учреждает первую в России дилерскую компанию Chrysler — АОЗТ «Wesak Chrysler». Его партнёрами выступают: предприниматель и советник пяти президентов США Арнольд А. Зальцман (его имя сейчас носит Институт изучения проблем войны и мира, The Arnold A. Saltzman Institute of War and Peace Studies, SIWPS), а также Говард Уэйнгроу (Howard Weingrow), включённый президентом Никсоном в «лист врагов». В этот период В. А. Бондаренко знакомится со многими известными политиками США. В частности, с 1994 года он неоднократно встречается и поддерживает избирательную кампанию сенатора Эдварда Мура «Теда» Кеннеди.
Вместе с Арнольдом А. Зальцманом В. А. Бондаренко выступал также посредником в переговорах между компанией Cushman & Wakefield с руководством АО «Сити» по вопросам строительства крупнейшего бизнес-комплекса «Московский Сити», а также в разработке программы приватизации, проводившейся Кабинетом министров Украины.
В 1993 году В. А. Бондаренко основал Издательский дом «Военный парад», начавший выпуск журнала оборонного комплекса России «Military Parade» на русском и других языках и «Aerospace Journal». «Военный парад» издал большое количество книг по оборонной тематике, среди которых особенно выделяются многотомный каталог «Оружие России», монография «Советская военная мощь: от Сталина до Горбачева», альбом «Оружие Калашникова», «Флаги отечественного флота, 1667—1996»

## Дело Mabetex
Участвовал в реконструкции Большого Кремлёвского дворца, вокруг которого впоследствии произошёл большой коррупционный скандал, известный как Дело Mabetex.
По словам самого Бондаренко: «Я делал финансирование на Большой Кремлёвский дворец, с которым потом был большой скандал. Я инициировал кредит из Швейцарии, 490 млн долларов, мои люди делали, составлена была схема очень красиво.»
В 2000 году швейцарский следственный судья Даниель Дево направил генеральному прокурору РФ следственное поручение, в котором указывалось, что Виктор Бондаренко и его супруга Равида Абдулхаевна Мингалеева обвиняются в отмывании денег и участии в преступной организации.
Швейцарская компания «Мерката» получила несколько контрактов от Управления делами Президента Российской Федерации: (Контракт по переделке президентского самолёта; Контракт № 136 по реконструкции Большого Кремлёвского Дворца; Контракт № 137 по реконструкции Счётной Палаты в Москве, улица Зубовская, д. 14.) По всем этим контрактам были получены комиссионные.
Из 62,52 млн долларов США, перечисленных за контракты № 136 и № 137, заключённые между компанией «Мерката» и Управлением делами Президента Российской Федерации, господин и госпожа Бондаренко и Мингалеева получили примерно 11 млн долл. США, то есть примерно 18 % из выплаченных за вышеупомянутые контракты комиссионных.
В 2005 году прокуратура итальянского города Тренто выдала ордера на арест восьми российских граждан, причастных к делу Mabetex.
Среди обвиняемых по делу об отмывании денег прокурор назвал Виктора и Равиду Бондаренко, Евгения Ананьева, Виктора Махитского, Андрея и Маргариту Нероденковых (зять и дочь бывшего главы Государственного таможенного комитета России Анатолия Круглова), Милену Новоторжину, дочь Павла Бородина Екатерину Силецкую и адвоката Грегори Коннора, единственного среди обвиняемых не имеющего российского гражданства. Всего, как считает следствие, они отмыли $62,52 млн, полученных в виде взяток за контракты на строительные работы в Кремле.

## Деятельность в сфере искусства
Крупнейший в мире коллекционер православной иконы и современного российского искусства.
- В 1989 году организовал совместно с Галереей М*АРС программу командировок и выставок, продвигающую творчество советских художников в США, в которой участвовали Н. Нестерова, А. Рукавишников, К. Худяков, С. Шаров, С. Шерстюк и другие. По итогам в 1992 году совместно с Российским Фондом культуры была организована выставка «Русское искусство XX века: годы авангарда и годы гласности» в музее графства Нассау (Нью-Йорк, США). Тогда же спонсировал масштабную выставку-акцию «Русская коллекция XX век». Создаёт собственную коллекцию современного искусства и предметов антиквариата.
- Выставка «Русское искусство XX века: годы авангарда и годы гласности» в музее графства Нассау (Нью-Йорк, США). (1992)
- В 1997 году В. А. Бондаренко выступил сокуратором и генеральным спонсором крупной выставки «Мир чувственных вещей в картинках: XX век» в Государственном музее изобразительных искусств им. А. С. Пушкина (Москва). В процессе подготовки этой выставки около ста ведущих современных художников и литераторов России создали свои версии 150 объектов из педагогического пособия
- С 2000 года В. А. Бондаренко продюсирует синтетический проект «deisis/ПРЕДСТОЯНИЕ», автором идеи которого также является. Сейчас «Deisis» включает в себя более 100 произведений, психологических портретов-реконструкций лиц библейской истории, созданных при помощи электронных программ. Священные лики собирались художником К. В. Худяковым уникальным цифровым методом из лиц наших современников. Проект впервые был представлен публике в Государственной Третьяковской галерее в 2004 г., тогда же был выпущен альбом с репродукциями и историко-философским комментарием. В своих различных частях он выставлялся затем на 1-й и 2-й Международных Московских биеннале (2005, 2007), в Kunstmuseum des Kantons Thurgau, Ittingen (Швейцария, 2005), на международном аукционе Sotheby 's (Нью-Йорк, 2006), в Mimi Ferzt Gallery (Нью-Йорк, 2007), Galerie Albert Benamou (на 5-м Международном Салоне изящных искусств в Москве, 2008), в музеях и выставочных залах Пермского края и Ульяновской области (2008—2009). Проект был отмечен Leadacademy (Германия) присуждением премии LEADAWARDS2005.
- «…И по плодам узнается древо. Русская иконопись XV—XX веков из собрания Виктора Бондаренко» (18.03-13.04.2003) — выставка икон в Государственной Третьяковской галерее.
- В. А. Бондаренко продюсирует серию новаторских работ в области цифровой живописи «Основной инстинкт», сделанных художником К. Худяковым. Части проекта с 2005 года регулярно показываются на московских выставках.
- В. А. Бондаренко участвует в выставках частных иконных собраний в Центральном музее древнерусской культуры и искусства имени Андрея Рублева (в 2005 и 2007 годах)
- Входит Совет попечителей Государственной Третьяковской галереи, а в феврале 2009 года избирается почётным членом Российской Академии Художеств.
- В 2006 и 2008 годах В. А. Бондаренко вошёл в «50 самых влиятельных лиц в русском искусстве» по рейтингу журнала «Артхроника», в 2008-м — в десятку меценатов. * В 2009-2010-м коллекционер включается в экспертный совет рейтинга. В. А. Бондаренко создал, по оценке экспертов, лучшее в России частное собрание русской православной иконы, включающее все периоды её развития. Эту коллекцию отличает высочайший уровень собирания, содержания и экспонирования. В неё вошло около 500 икон, многие из которых были буквально спасены благодаря труду квалифицированных реставраторов. Среди шедевров представленных в собрании — единственный подписной датированный образ Гурия Никитина, произведения кисти Кирилла Уланова, Иосифа Чирикова, Алексея Тюлина, Василия Гурьянова, Михаила Дикарева, Григория Журавлева и др. Многие иконы являются уникальными памятниками. В Государственной Третьяковской галерее было проведено две выставки собрания: «…И по плодам узнается древо» (2003) и «Иконопись эпохи династии Романовых» (2008—2009). К каждой из выставок был издан отдельный каталог со статьями, написанными ведущими специалистами в области истории древнерусского искусства: Г. И. Вздорновым, Г. В. Поповым, И. Л. Бусевой-Давыдовой, Е. Я. Осташенко, А. В. Рындиной, И. А. Шалиной, Г. В. Сидоренко, И. В. Сосновцевой, Н. Г. Бекеневой, В. В. Горшковой, М. М. Красилиными др.
- «Иконопись эпохи династии Романовых. Собрание Виктора Бондаренко» (28.11.2008—13.01.2009) — выставка икон в Государственной Третьяковской галерее.
- В 2010 Центральный музей древнерусской культуры и искусства им. Андрея Рублева представляет выставку «Всё остаётся людям: Русская иконопись XVI—XX веков из собрания Виктора Бондаренко» (21.04 — 22.06.2010). Экспозиция включала более 120-ти отреставрированных икон, не показывавшихся ранее широкой публике; был выпущен альбом с подробными аннотациями (автор-составитель Н. И. Комашко). В том же году Московский музей современного искусства устраивает в своих стенах выставку «Всегда другое искусство», впервые показав значительную часть contemporary-коллекции юбиляра. К этому событию было приурочено издание одноимённого каталога, а также научной монографии Сергея Попова «Современное искусство России», написанной на основе экспонатов из коллекции В. А. Бондаренко.
- В 2011 году стартовал художественный проект Виктора Бондаренко и Дмитрия Гутова «Россия для всех», выставлявшийся в музеях Твери, Перми, Нижнего Новгорода, Санкт-Петербурга и Москвы. Одновременно В. А. Бондаренко со своими единомышленниками создают общественное движение «Россия для всех».
- 20 сентября 2012 года на территории Винзавода в бывшей галереи Марата Гельмана прошла выставка Виктора Бондаренко и Евгении Мальцевой «Духовная брань», через некоторое время Алек Д. Эпштейн при поддержке фонда «РДВ» презентовали одноимённую книгу.

## Семья
Родители: Бондаренко Александр Степанович, Бондаренко Ефросиния Семеновна. Отец работал на военном предприятии. Мать умерла, когда Виктору было двенадцать лет.
Жена: Бондаренко (Мингалеева) Равида (Ида) Абдулхаевна. В 1990-х годах у Бондаренко также была любовница Елена Белоусова (Савина), которая родила ему дочь Евгению. Бондаренко не развёлся с женой, а жил на два дома. С 2014 года состоит в браке с Бондаренко Натальей Викторовной (девичья фамилия Цикунова).

## Награды и почётные звания
- Медаль «В память 850-летия Москвы» (1999);
- Почётный член Российской академии художеств (2009)[5];
- Член Совета попечителей Государственной Третьяковской галереи.
- Медаль «50 лет вооружённых сил СССР» (1968 г.)[5]